# 화신사이버대학교
화신사이버대학교(和信사이버大學校, Hwashin Cyber University)는 부산광역시 연제구에 있는 사립 사이버 대학이다.

## 연혁
2008년 10월 30일, 학교법인 화신학원에 의하여 아시아태평양디지털대학교가 설립되었다. 이듬해 3월 1일 개교하였으며, 3월 27일 화신사이버대학교로 교명을 변경하여 현재에 이르고 있다.

## 교육편제
화신사이버대학교는 학부 과정만 편제한 사이버 대학으로, 단과대학과 학부 단위를 설치하지 않고 한국어교육학과 등 8개 학과를 단독으로 편제하여 학사 학위를 교수하고 있다.

## 같이 보기
- 화신학원
- 부산경상대학교